# Crematogaster vulcania
Crematogaster vulcania är en myrart som beskrevs av Santschi 1913. Crematogaster vulcania ingår i släktet Crematogaster och familjen myror. Inga underarter finns listade i Catalogue of Life.